# Liste der Baudenkmäler in Unterdießen
Auf dieser Seite sind die Baudenkmäler in der oberbayerischen Gemeinde Unterdießen zusammengestellt. Diese Tabelle ist eine Teilliste der Liste der Baudenkmäler in Bayern. Grundlage ist die Bayerische Denkmalliste, die auf Basis des Bayerischen Denkmalschutzgesetzes vom 1. Oktober 1973 erstmals erstellt wurde und seither durch das Bayerische Landesamt für Denkmalpflege geführt wird. Die folgenden Angaben ersetzen nicht die rechtsverbindliche Auskunft der Denkmalschutzbehörde.

## Baudenkmäler nach Ortsteilen

### Unterdießen
| Lage                            | Objekt                               | Beschreibung | Akten-Nr.     | Bild                  |
| ------------------------------- | ------------------------------------ | --- | ------------- | --------------------- |
| Am Wiesbach 8 (Standort)        | Bauernhaus                           | Flachsatteldachbau mit alter Verbretterung auf der Westseite, im Kern 18. Jahrhundert | D-1-81-143-2  | Bauernhaus            |
| Ellighofer Straße 3 (Standort)  | Wandfresko                           | farbige Darstellung des Hl. Florian, von Johann Baptist Baader, 2. Hälfte 18. Jahrhundert; auf der Ostseite | D-1-81-143-3  | Wandfresko            |
| Ellighofer Straße 17 (Standort) | Ehemaliges Bauernhaus                | Flachsatteldachbau mit rückwärtig herunter gezogenem Dach, im Kern noch 17. Jahrhundert, 1822 verlängert | D-1-81-143-5  | Ehemaliges Bauernhaus |
| Kirchweg 11 (Standort)          | Schulhaus                            | Walmdachbau über L-förmigem Grundriss mit Geschossgliederung und Putzrelief in Formen des Heimatstils; Einfriedung, Kunststein und Lattenzaun; 1912/13                                                                             | D-1-81-143-13 | Schulhaus             |
| Kirchweg 16 (Standort)          | Katholische Pfarrkirche St. Nikolaus | verputzter Saalbau mit doppelt eingezogenem segmentbogig schließendem Chor und ziegelsichtigem Chorflankenturm, Turm und Kern des Langhauses 2. Hälfte 15. Jahrhundert, Chor und Umbau von Benedikt Nigg, 1773/74; mit Ausstattung | D-1-81-143-1  | weitere Bilder        |
| Schloßberg 18 (Standort)        | Schloss Unterdießen                  | Mächtiger Satteldachbau mit zwei runden Ecktürmen im Westen und zwei polygonalen Eckerkern im Osten, nach Brand 1589 neu errichtet, erweitert 1. Hälfte 17. Jahrhundert                                                            | D-1-81-143-6  | weitere Bilder        |

### Dornstetten
| Lage                                | Objekt                                | Beschreibung | Akten-Nr.    | Bild           |
| ----------------------------------- | ------------------------------------- | --- | ------------ | -------------- |
| Sankt-Gangwolf-Straße 13 (Standort) | Katholische Filialkirche St. Gangwolf | Saalbau mit eingezogenem Polygonalchor und Chorflankenturm, einheitlich spätgotischer Bau von Meister Veit, 1478; mit Ausstattung | D-1-81-143-7 | weitere Bilder |

### Oberdießen
| Lage                     | Objekt                                | Beschreibung | Akten-Nr.     | Bild                                  |
| ------------------------ | ------------------------------------- | --- | ------------- | ------------------------------------- |
| Dorfstraße 4 (Standort)  | Ehemaliges Kleinbauernhaus            | Flachsatteldachbau mit veränderter Giebeltenne, 2. Hälfte 18. Jahrhundert.                                              | D-1-81-143-9  | Ehemaliges Kleinbauernhaus            |
| Dorfstraße 7 (Standort)  | Katholische Pfarrkirche St. Rupert    | Saalbau mit eingezogenem Polygonalchor und Chorflankenturm, Ende 15. Jahrhundert, barockisiert um 1740; mit Ausstattung | D-1-81-143-8  | weitere Bilder                        |
| Dorfstraße 12 (Standort) | Ehemaliges Bauernhaus, dann Schulhaus | zweigeschossiger Flachsatteldachbau, kassettierte Haustür mit Schnitzdekor, im Kern 18. Jahrhundert und um 1857         | D-1-81-143-11 | Ehemaliges Bauernhaus, dann Schulhaus |
| Dorfstraße 13 (Standort) | Hausfigur                             | farbig gefasstes Kruzifix, 3. Viertel 16. Jahrhundert                                                                   | D-1-81-143-12 | Hausfigur                             |